# Jüdischer Friedhof (Niederzerf)
Der Jüdische Friedhof Niederzerf ist ein Friedhof im Ortsteil Niederzerf der Ortsgemeinde Zerf im Landkreis Trier-Saarburg in Rheinland-Pfalz. Er steht als Kulturdenkmal unter Denkmalschutz.
Der jüdische Friedhof liegt in Niederzerf am Ende der Straße „Mühlenflur“ unweit der westlich fließenden Ruwer. Es handelt sich um eine kleine heckenumfriedete Anlage, auf der elf Grabstellen aus den Jahren von 1906 bis 1937 erhalten sind.

## Geschichte
Um 1905 wurde der jüdische Friedhof in Niederzerf für die in Niederzerf, Greimerath (VG Saarburg-Kell), Pellingen (VG Konz) und Schillingen (VG Saarburg-Kell) lebenden jüdischen Familien angelegt und in den folgenden drei Jahrzehnten belegt.
Ende des Jahres 2013 pflegten Jugendliche der ehem. Verbandsgemeinde Kell am See den Friedhof, der in den vergangenen Jahren vernachlässigt worden war, und versetzten ihn wieder in einen würdigen Zustand.